# 204570 Veronicabray
204570 Veronicabray este o planetă minoră (asteroid) din centura de asteroizi. A fost descoperită pe 12 martie 2005 la Observatorul Național Kitt Peak de Marc Buie⁠(d). 
Obiectul prezintă o orbită caracterizată de o semiaxă mare de 2,7524086305083 UAi, o excentricitate de 0,069513249115421, o înclinație de 3,9232009699701 ° în raport cu ecliptica.